# دیوان عالی کانادا
دیوان عالی کانادا (فرانسوی: Cour suprême du Canada‎) عالی‌ترین مرجع قضایی کانادا متشکل از ۹ قاضی‌ست.